# Frostenden
Frostenden är en by och en civil parish i distriktet East Suffolk i grevskapet Suffolk i England. Orten har 197 invånare. Byn nämndes i Domedagsboken (Domesday Book) år 1086, och kallades då Froxedena.